# Campeonato Uruguaio de Futebol de 1920
O Campeonato Uruguaio de Futebol de 1920 consistiu em uma competição com dois turnos, no sistema de todos contra todos. O campeão foi o Nacional.

## Classificação[2]
| Pos | Equipe               | Pts | J  | V  | E  | D  | GP | GC | SG  |
| --- | -------------------- | --- | -- | -- | -- | -- | -- | -- | --- |
| 1°  | Nacional             | 40  | 22 | 19 | 2  | 1  | 85 | 12 | 73  |
| 2°  | Peñarol              | 38  | 22 | 17 | 4  | 1  | 45 | 6  | 39  |
| 3°  | Central              | 29  | 22 | 13 | 3  | 6  | 30 | 21 | 9   |
| 4°  | Universal            | 28  | 22 | 12 | 4  | 6  | 44 | 22 | 22  |
| 5°  | Montevideo Wanderers | 23  | 22 | 10 | 3  | 9  | 31 | 23 | 8   |
| 6°  | Reformers            | 19  | 22 | 5  | 9  | 8  | 16 | 30 | -14 |
| 7°  | Uruguay Onward       | 19  | 22 | 8  | 3  | 11 | 32 | 49 | -17 |
| 8°  | Liverpool            | 18  | 22 | 4  | 10 | 8  | 22 | 26 | -4  |
| 9°  | Belgrano             | 16  | 22 | 5  | 6  | 11 | 15 | 35 | -20 |
| 10° | Dublin               | 13  | 22 | 4  | 5  | 13 | 12 | 42 | -30 |
| 11° | Charley              | 12  | 22 | 4  | 4  | 14 | 13 | 56 | -43 |
| 12° | River Plate FC       | 9   | 22 | 3  | 3  | 16 | 19 | 42 | -23 |

|  | Campeão.   |
|  | Rebaixado. |

Promovido para a próxima temporada: Lito.
| Campeonato Uruguaio de 1920  |
| ---------------------------- |
| Nacional Campeão (8º título) |